# Amvrosiivka
Amvrosiivka (em ucraniano:  Амвросіївка; em russo:  Амвросиевка) é uma cidade da Ucrânia, situada no Oblast de Donetsk. Tem 19,4 km² de área e sua população em 2020 foi estimada em 18.090 habitantes.